# Almería
Almería è un comune spagnolo di 200 578 abitanti  situato nella comunità autonoma dell'Andalusia bagnato dal Mediterraneo. Il comune comprende anche l'isola di Alborán tra la Spagna e il Marocco. Vanta 3 000 ore di sole all'anno ed è considerata la patria delle famose tapas.
Attorniata da una cerchia di sierras (montagne) affacciate sul mare è un importante porto commerciale, uno dei principali della Spagna mediterranea dopo Barcellona, che serve per l'esportazione di minerali di ferro delle miniere delle Sierre e delle rinomate uve da tavola coltivate nell'entroterra. Celebre tra gli amanti del cinema per essere stata teatro di riprese di molti spaghetti-western (quelli di Sergio Leone in primis), durante il 2019 è stata capitale spagnola della gastronomia.
La città è raggiungibile in aereo grazie al piccolo aeroporto situato a 9 km ad est dal centro. Viaggiando via terra si arriva alla Estación Intermodal: ristrutturata nel 2005 è diventata la prima stazione di tutta la Spagna a offrire soluzioni sia per autobus che per treni in un’unica struttura. Alsa e BusBam sono i principali operatori su strada, mentre il trasporto su binario con Renfe è tuttora pressoché impossibile ma in fase di grande aggiornamento. Entro la fine del 2026, infatti, l’alta velocità (AVE) dovrebbe finalmente collegare Almería a numerose destinazioni della penisola iberica.
Almeria è l'unica città dell'Europa continentale a non aver mai registrato temperature sotto lo zero.

## Storia
Insediamento fenicio fu poi un importante porto romano e venne chiamata Portus Magnus. Il suo nome attuale deriva dall'arabo al-Miriya ("lo specchio") o al-Meraya ("torre di osservazione"), grazie al magnifico castello moresco, l'Alcazaba: tra le fortezze musulmane dell'Andalusia, solo l'Alhambra di Granada è più grande. La città venne fondata dal califfo Abd al-Rahman III di Cordova nel 955 come principale porto del suo dominio e per rinforzare le sue difese nel Mediterraneo contro il califfato dei Fatimidi, in Tunisia.
Fiorente mercato di schiavi bianchi (detti saqaliba) durante il dominio islamico, divenne un emirato indipendente e centro di cultura e d'arte. Del lungo periodo di dominazione moresca che va dal 711 al 1489 conserva ancora gli aspetti oltre che in alcuni monumenti nell'intricata planimetria. Entrata a far parte della Castiglia ne seguì le sorti. Nel 1522 fu distrutta da un terremoto e ricostruita. È sede vescovile.

## Monumenti e luoghi d'interesse
- Alcazaba: antica fortezza araba iniziata nel 955, distrutta il 22 settembre 1522 dal terremoto. È costituita da un triplice giro di mura e magnifici giardini. Al di sotto si estende un bellissimo quartiere di aspetto arabo.
- Cerro de San Cristóbal y Sagrado Corazón de Jesús: castello che ospita anche una grande statua raffigurante Gesù Cristo. Sorge sulla collina di fianco all'Alcazaba alla quale è collegato tramite una imponente muraglia.
- Catedral de la Encarnación: una cattedrale con l'aspetto di una fortezza, dotata di torri, merlature e cammino di ronda che servivano da difesa contro i pirati che infestavano il mar Mediterraneo. In origine era una moschea poi trasformata in chiesa, distrutta dal terremoto del 1522, fu ricostruita nel XVI secolo ingentilendo in forme rinascimentali le muraglie originarie. All'estremità orientale si può ammirare il Sol de Portocarrero, rilievo cinquecentesco che rappresenta il sole ed è diventato uno dei simboli della città.
- Cable Inglés: conosciuto anche come “El Alquife”, fu costruito tra il 1902 e il 1904. Fino al 1970 venne utilizzato come banchina di carico dei minerali: con i suoi 108 metri di lunghezza e 16,3 metri di larghezza, collega la stazione ferroviaria al porto grazie alla sua imponente struttura in ferro. Dopo lunghe fasi di ristrutturazione, ad aprile 2023 il Cable Inglés viene inaugurato come nuova attrazione turistica della città, in grado di offrire una passeggiata pedonale sopraelevata unica nel suo genere, un nuovo centro espositivo, un ristorante e un affascinante punto panoramico sul Mar Mediterraneo.
- Iglesia de Santiago: bella chiesa rinascimentale del 1533 con torre e portale a rilievi.
- Museo de Almería: moderno museo che conserva materiale archeologico proveniente dagli scavi della zona. Sono infatti presenti reperti d'epoca preistorica, iberica, greca, romana e oggetti della civiltà musulmana: ceramiche, epigrafi e capitelli provenienti dall'Alcazaba.
- Museo de la Guitarra: museo interattivo dedicato ad Antonio de Torres, artigiano che ha dato un contributo notevole per lo sviluppo delle moderne chitarre acustiche.
- Refugios de la Guerra Civil: questo museo mostra i bunker sotterranei costruiti per sfuggire ai bombardamenti della guerra civile spagnola.
- La Chanca: gruppo di abitazioni scavate nella roccia tufacea.
- Parque de Rescate de la Fauna Sahariana: sorge ai piedi dell'Alcazaba ed ha una sezione ornitologica e faunistica con speciale attenzione alla fauna sahariana.
- Parque de las familias: situato all'interno del Recinto Ferial (la grande zona adibita alla Feria de Almería), è uno spazio all'aperto adatto ai più piccoli, con strutture (scivoli, altalene, tappeti elastici, piccole pareti di arrampicata, ecc.) che ripropongono diversi elementi caratteristici della città. Le quattro aree tematiche presenti sono l'Alcazaba, il parco naturale di Cabo de Gata-Níjar con il suo Mar Mediterraneo, il cinema e il riciclaggio. Il progetto futuro per questo parco è quello di estenderlo fino a renderlo il più grande di tutta l'Andalusia.
- Paseo marítimo: lungomare con pista ciclabile, statue, bar e ristoranti, piccole piazze, giardini e palme. Funge da punto panoramico poiché offre una vista aperta sul porto e sul golfo. Nell’estate del 2022 è stata inaugurata una nuova parte del lungomare che dovrebbe subire in futuro un ulteriore significativo ampliamento fino al campus universitario della Universidad de Almería.

La Costa di Almeria sul golfo omonimo ha bei centri balneari come Mojácar, Almerimar (nella città di El Ejido) e Roquetas de Mar.

## Trasporti ed infrastrutture
La città è servita dall'aeroporto di Almería (codice IATA: LEI), dalla stazione di Almería e dal porto.

## Sport
Nella città ha sede la società calcistica Unión Deportiva Almería, impegnata nella Segunda División spagnola. La squadra ha come teatro delle sue partite casalinghe lo Stadio dei Giochi del Mediterraneo (ora UD Almería Stadium), costruito in occasione dei XV Giochi del Mediterraneo di Almería (24 giugno - 3 luglio 2005).
La Unicaja Almería Voleibol è la squadra principale di pallavolo maschile della città: militante nella Superliga Masculina della Real Federación Española de Voleibol, ne detiene il record con 12 titoli vinti e disputa le sue gare casalinghe presso il Pabellón Moisés Ruiz (1750 posti a sedere). La squadra vanta inoltre 11 Copas del Rey, 7 Supercopas de España, 12 Copas de Andalucía e 4 Final Four.
Il basket nella città è rappresentato dal Club Baloncesto Almería che gioca anch’esso presso il Pabellón Moisés Ruiz.